# Манганаты
Мангана́ты — соли нестойких, несуществующих в свободном состоянии кислородсодержащих кислот марганца в степенях окисления V, VI и VII и содержащие тетраэдрические анионы MnO43− (гипоманганаты), MnO42− (манганаты) и MnO4− (перманганаты) соответственно.

## Перманганаты
Перманганаты, манганаты(VII) — соли нестойкой марганцовой кислоты HMnO4, известны для щелочных и щелочноземельных металлов. Кристаллы фиолетово-черного цвета, с зеленоватым блеском, растворимые в воде, растворы малиново-фиолетовые. Перманганаты лития, натрия и кальция образуют кристаллогидраты. Термически неустойчивы, разлагаются с выделением кислорода, образуя, в зависимости от условий, различные продукты. При умеренном нагревании разлагаются до манганатов(VI), например:
{\displaystyle {\mathsf {2KMnO_{4}\rightarrow K_{2}MnO_{4}+MnO_{2}+O_{2}}}}
В присутствии восстановителей могут разлагаться со взрывом.
Перманганаты являются сильными окислителями, в щелочной среде восстанавливаются до манганатов MnO42−, в нейтральной — до диоксида марганца MnO2, в кислой — до солей Mn2+. Используются в аналитической химии в качестве окислителей в редокс-титровании (перманганатометрия). Широко используются в качестве окислителей в органическом синтезе — при син-дигидроксилировании окислением алкенов, окисление боковых цепей ароматических соединений до карбоксильных групп и т. д.

## Манганаты
Манганаты(VI) — соли нестойкой марганцоватой кислоты H2MnO4, в кристаллическом состоянии известны только для щелочных металлов и бария. Кристаллы темно-зелёного цвета, растворы также зелёные. Термически неустойчивы, при нагревании разлагаются с выделением кислорода до MnO2 и перманганатов(VII).
Манганаты(VI) — являются окислителями, в нейтральной среде восстанавливаются до соединений Mn(IV), в кислой — до Mn2+. В нейтральных и кислых растворах возможно диспропорционирование до перманганатов и соединений Mn(IV):
{\displaystyle {\mathsf {3H_{2}MnO_{4}\rightarrow 2HMnO_{4}+MnO_{2}+2H_{2}O}}}
Сильными окислителями манганаты(VI) окисляются до перманганатов. Образуют двойные соли с сульфатами и хроматами.

## Гипоманганаты
Гипоманганаты, манганаты(V) — соли нестойкой марганцоватистой кислоты H3MnO4, в кристаллическом состоянии известны только гипоманганаты лития, натрия, калия и бария. Кристаллы зелёного цвета. В водных растворах диспропорционируют до манганатов(VI) и диоксида марганца:
{\displaystyle {\mathsf {2H_{3}MnO_{4}\rightarrow H_{2}MnO_{4}+MnO_{2}+2H_{2}O}}}

## Манганиты
Соединения типа оксида марганца (IV) состава Me2+MnO3 и Me2+6MnO8, (например, CaMnO3 и Mg6MnO8) являются не манганатами (IV), а двойными оксидами.

## Применение
Наибольшее значение имеет перманганат калия, используемый как дезинфицирующее средство, при водоподготовке, в аналитической химии (редокс-титрование), органическом синтезе (окислитель). Манганаты бария используются в качестве пигментов (BaMnO4 — касселева зелень, используемая в фресковой живописи, Ba3(MnO4)2 — в качестве голубого пигмента).